# Dačov Lom
Dačov Lom (maďarsky Dacsólám) je obec na Slovensku v okrese Veľký Krtíš ležící v centrální části Krupinské planiny. Žije zde 401 obyvatel a rozloha katastrálního území je 24,52 km².
Obec vznikla v roce 1943 sloučením Horního a Dolního Dačova Lomu. První písemná zmínka je z roku 1333. V obci se nachází jednolodní románsko-gotický evangelický kostel z 13. století.